# طلیا، بعلبک
طلیا (به عربی: طليا) یک منطقهٔ مسکونی در لبنان است که در شهرستان بعلبک واقع شده‌است.